# Cueta transvaalensis
Cueta transvaalensis is een insect uit de familie van de mierenleeuwen (Myrmeleontidae), die tot de orde netvleugeligen (Neuroptera) behoort. 
Cueta transvaalensis is voor het eerst wetenschappelijk beschreven door Navás in 1914.